# Volfířov
Volfířov är en ort i Tjeckien.   Den ligger i regionen Södra Böhmen, i den centrala delen av landet, 130 km sydost om huvudstaden Prag. Volfířov ligger 496 meter över havet och antalet invånare är 655.
Terrängen runt Volfířov är huvudsakligen platt, men åt sydväst är den kuperad. Runt Volfířov är det ganska tätbefolkat, med 93 invånare per kvadratkilometer. Närmaste större samhälle är Dačice, 5,6 km sydost om Volfířov. Trakten runt Volfířov består till största delen av jordbruksmark.